# Martinpuich
Martinpuich est une commune française située dans le département du Pas-de-Calais en région Hauts-de-France. Les habitants sont appelés les Martinpuichois. La commune est membre de la communauté de communes du Sud-Artois.

## Géographie

### Localisation
Localisée dans le sud-est du département du Pas-de-Calais et limitrophe du département de la Somme, Martinpuich est une commune située, à vol d'oiseau, à 8 km au sud-ouest de la commune de Bapaume et à 26 km au sud de la commune d’Arras (chef-lieu d'arrondissement et préfecture du Pas-de-Calais).
Le territoire de la commune est limitrophe de ceux de six communes, dont cinq, Bazentin, Contalmaison, Courcelette, Flers et Longueval, dans le département de la Somme.
Les communes limitrophes sont Le Sars, Bazentin, Contalmaison, Courcelette, Flers et Longueval.

### Géologie et relief
La superficie de la commune est de 5,96 km2 ; son altitude varie de 110  à   158 m.

### Hydrographie
La commune est située dans le bassin Artois-Picardie. Elle n'est drainée par aucun cours d'eau,.

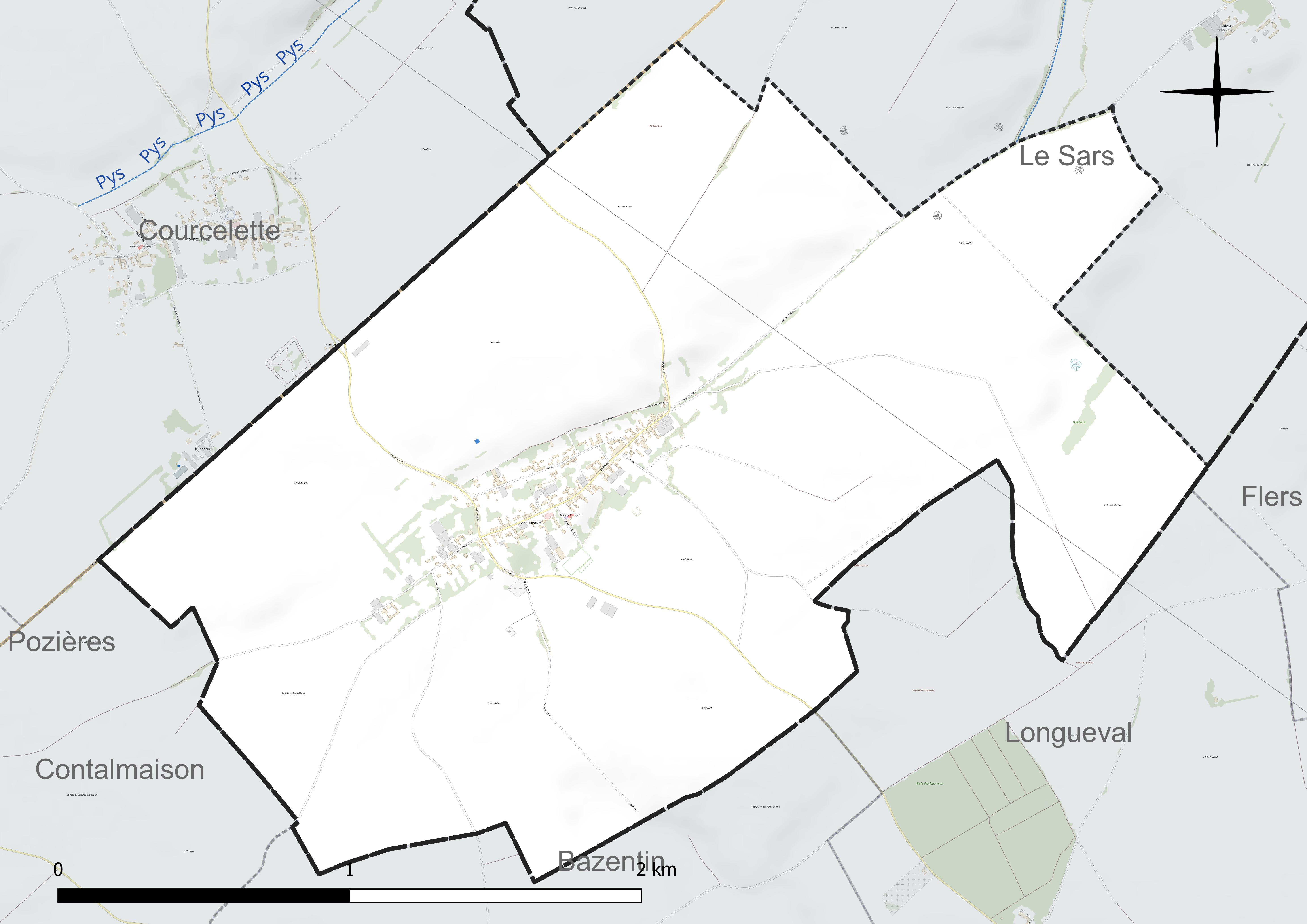
Réseau hydrographique de Martinpuich.

### Climat
Pour des articles plus généraux, voir Climat des Hauts-de-France et Climat du Pas-de-Calais.
En 2010, le climat de la commune est de type climat océanique dégradé des plaines du Centre et du Nord, selon une étude du CNRS s'appuyant sur une série de données couvrant la période 1971-2000. En 2020, Météo-France publie une typologie des climats de la France métropolitaine dans laquelle la commune est exposée à un climat océanique et est dans la région climatique Nord-est du bassin Parisien, caractérisée par un ensoleillement médiocre, une pluviométrie moyenne régulièrement répartie au cours de l'année et un hiver froid (3 °C).
Pour la période 1971-2000, la température annuelle moyenne est de 9,9 °C, avec une amplitude thermique annuelle de 14,5 °C. Le cumul annuel moyen de précipitations est de 779 mm, avec 11,9 jours de précipitations en janvier et 9,3 jours en juillet. Pour la période 1991-2020, la température moyenne annuelle observée sur la station météorologique la plus proche, située sur la commune de Méaulte à 11 km à vol d'oiseau, est de 10,7 °C et le cumul annuel moyen de précipitations est de 730,3 mm,. Pour l'avenir, les paramètres climatiques de la commune estimés pour 2050 selon différents scénarios d'émission de gaz à effet de serre sont consultables sur un site dédié publié par Météo-France en novembre 2022.

### Paysages
Pour un article plus général, voir Paysage en France.
La commune est située dans le paysage régional des grands plateaux artésiens et cambrésiens tel que défini dans l'atlas des paysages de la région Nord-Pas-de-Calais, conçu par la direction régionale de l'Environnement, de l'Aménagement et du Logement (DREAL),. Ce paysage régional, qui concerne 238 communes, est dominé par les « grandes cultures » de céréales et de betteraves industrielles qui représentent 70 % de la surface agricole utilisée (SAU).

### Milieux naturels et biodiversité
L'Inventaire national du patrimoine naturel (INPN) recense plusieurs espèces faunistiques et floristiques sur le territoire de la commune dont certaines sont protégées et d'autres menacées et quasi-menacées.

## Urbanisme

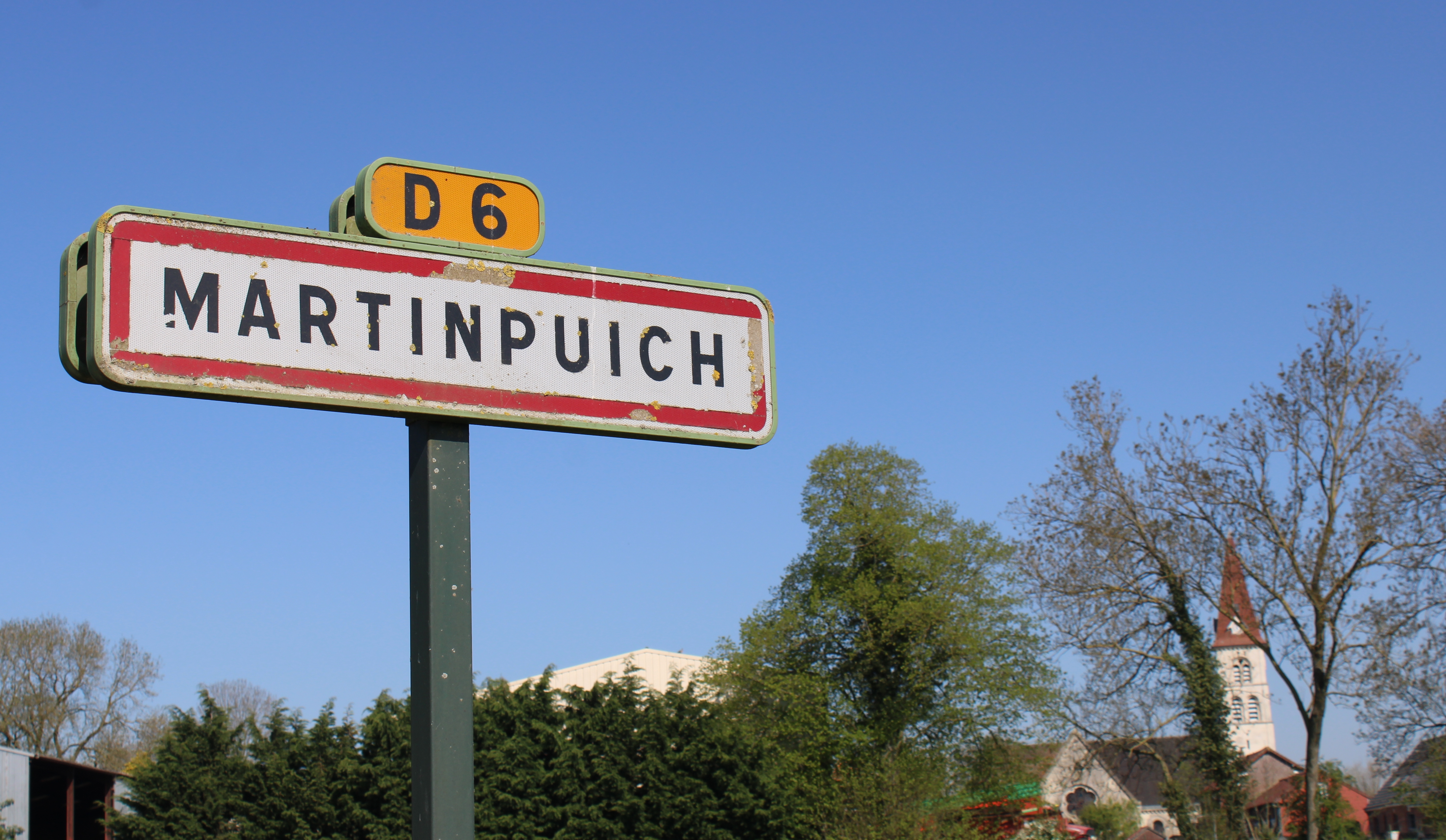
Entrée du village.

### Typologie
Au 1er janvier 2024, Martinpuich est catégorisée commune rurale à habitat dispersé, selon la nouvelle grille communale de densité à sept niveaux définie par l'Insee en 2022.
Elle est située hors unité urbaine et hors attraction des villes,.

### Occupation des sols
L'occupation des sols de la commune, telle qu'elle ressort de la base de données européenne d'occupation biophysique des sols Corine Land Cover (CLC), est marquée par l'importance des territoires agricoles (94,8 % en 2018), une proportion sensiblement équivalente à celle de 1990 (95,3 %). La répartition détaillée en 2018 est la suivante : 
terres arables (88,7 %), prairies (6,1 %), zones urbanisées (5,2 %). L'évolution de l'occupation des sols de la commune et de ses infrastructures peut être observée sur les différentes représentations cartographiques du territoire : la carte de Cassini (XVIIIe siècle), la carte d'état-major (1820-1866) et les cartes ou photos aériennes de l'IGN pour la période actuelle (1950 à aujourd'hui).

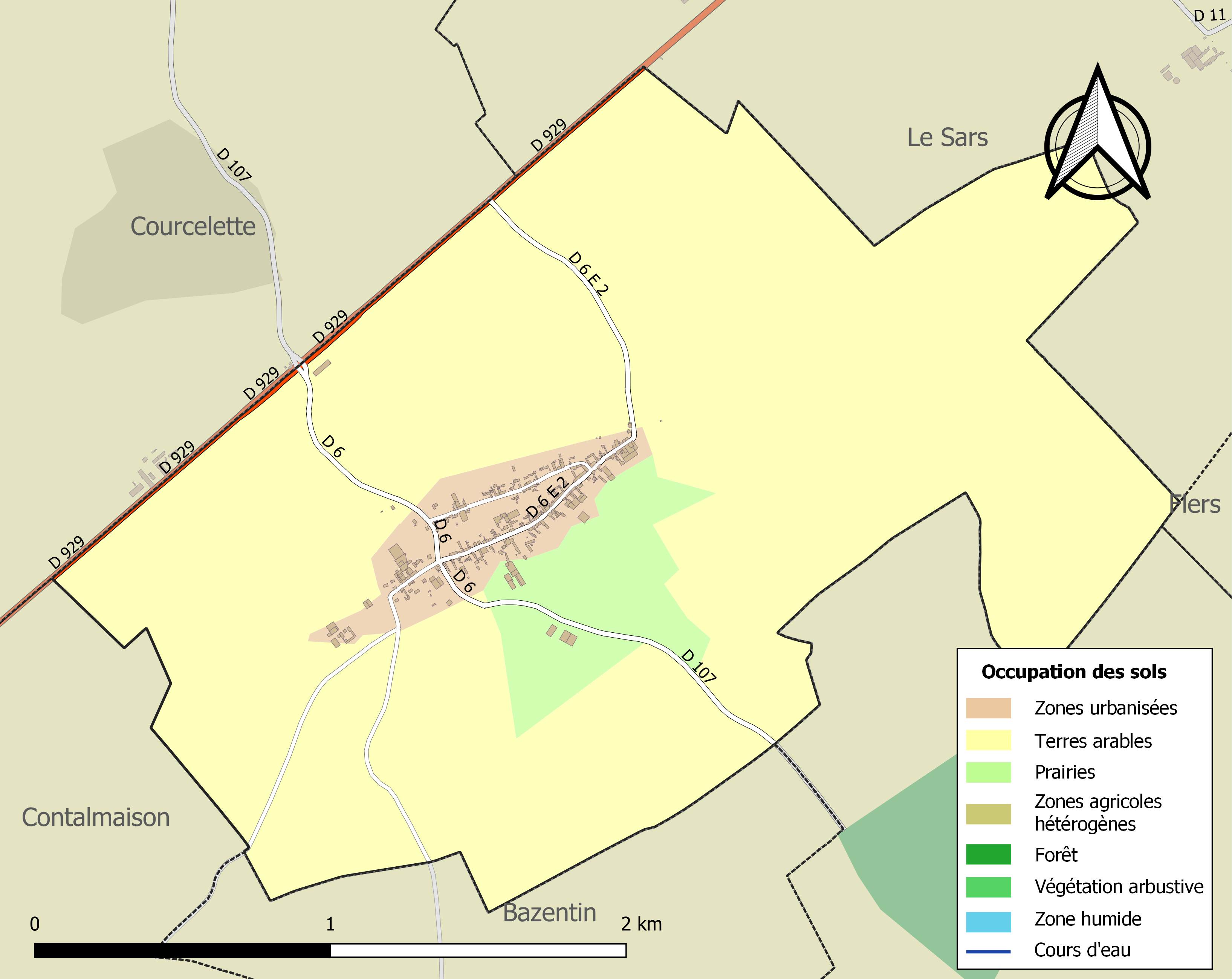
Carte des infrastructures et de l'occupation des sols de la commune en 2018 (CLC).

## Toponymie
Le nom de la localité est attesté sous les formes Martinput (1202) ; Martimpuic (1244) ; Martinpuis (1247) ; Martinpuc (1262) ; Martinpuch (1272) ; Martinpuy (1640) ; Martin-Piesch (1720) ; Martin-Puich (1739) ; Martin Puich en 1793 ; Martin-Peuch puis Martinpuich depuis 1801.
Il s'agit d'une formation toponymique médiévale en -puis « puits », dont la forme picarde est pu(i)ch. Le premier élément est l'anthroponyme roman fréquent Martin, issu du latin Martinus et qui entre dans la composition de nombreux toponymes.
Remarques : la forme la plus ancienne en -put témoigne d'une forme archaïque ou flamande du mot puits que certains dictionnaires étymologiques font remonter directement du vieux bas francique *putti « puits » (cf. vieux saxon putti, moyen néerlandais putte > néerlandais put, vieux haut allemand p(f)uzza, même sens > allemand Pfütze, anglais pit), avec une désinence -s romane. Ce mot germanique est lui-même un emprunt au latin puteus « puits ». Des toponymes tels qu'Étaimpuis (Seine-Maritime, Estanpuiz 1137) et Estaimpuis en Belgique, Steenput en flamand vont d'ailleurs dans ce sens puisque le premier élément E[s]taim- représente sans doute le germanique stein « pierre ».

## Histoire

### Première Guerre mondiale
La commune est entièrement détruite pendant la bataille de la Somme en 1916. Elle est reconstruite après la guerre.
La commune est décorée de la croix de guerre 1914-1918 par décret du 23 septembre 1920, distinction également attribuée à 276 autres communes du Pas-de-Calais.

## Politique et administration

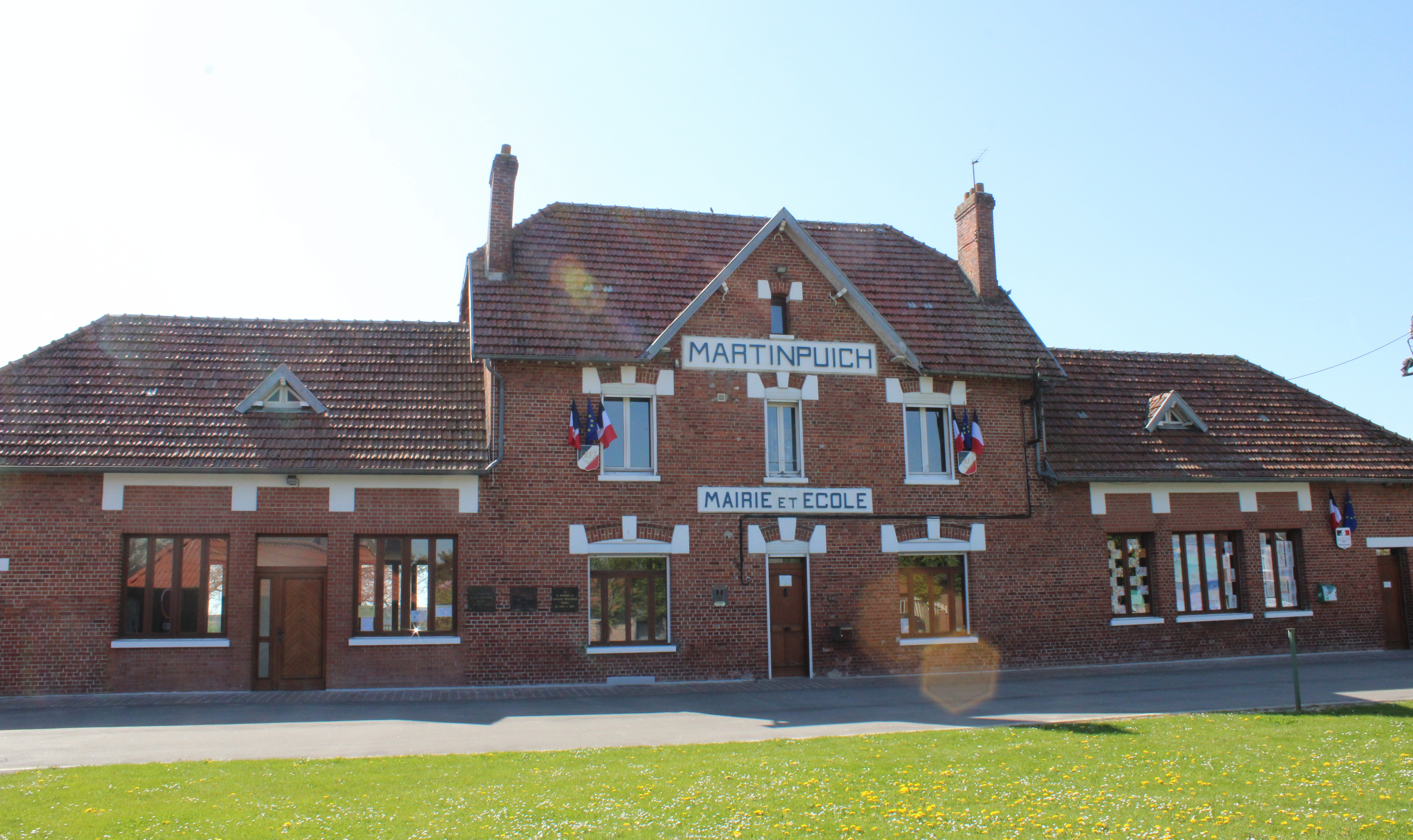
La mairie.

### Découpage territorial
La commune se trouve dans l'arrondissement d'Arras du département du Pas-de-Calais.

#### Commune et intercommunalités
La commune est membre de la communauté de communes du Sud-Artois qui regroupe 64 communes et compte 27 059 habitants en 2021.

#### Circonscriptions administratives
La commune est rattachée au canton de Bapaume.

#### Circonscriptions électorales
Pour l'élection des députés, la commune fait partie de la première circonscription du Pas-de-Calais.

### Élections municipales et communautaires

#### Liste des maires
| Période                                  | Période      | Identité               | Étiquette | Qualité                                                                                       |
| ---------------------------------------- | ------------ | ---------------------- | --------- | --------------------------------------------------------------------------------------------- |
| Les données manquantes sont à compléter. |              |                        |           |                                                                                               |
| mars 2001                                | juillet 2025 | Jean-François Dercourt |           | Ancien cadre Réélu pour le mandat 2014-2020, Réélu pour le mandat 2020-2026, Mort en fonction |

## Population et société

### Démographie
Les habitants sont appelés les Martinpuichois.

#### Évolution démographique
L'évolution du nombre d'habitants est connue à travers les recensements de la population effectués dans la commune depuis 1793. Pour les communes de moins de 10 000 habitants, une enquête de recensement portant sur toute la population est réalisée tous les cinq ans, les populations de référence des années intermédiaires étant quant à elles estimées par interpolation ou extrapolation. Pour la commune, le premier recensement exhaustif entrant dans le cadre du nouveau dispositif a été réalisé en 2007.

En 2022, la commune comptait 179 habitants, en évolution de −9,6 % par rapport à 2016 (Pas-de-Calais : −0,72 %, France hors Mayotte : +2,11 %).
| 1793 | 1800 | 1806 | 1821 | 1831 | 1836 | 1841 | 1846 | 1851 |
| ---- | ---- | ---- | ---- | ---- | ---- | ---- | ---- | ---- |
| 911  | 811  | 971  | 920  | 987  | 979  | 986  | 926  | 918  |

| 1856 | 1861 | 1866 | 1872 | 1876 | 1881 | 1886 | 1891 | 1896 |
| ---- | ---- | ---- | ---- | ---- | ---- | ---- | ---- | ---- |
| 855  | 850  | 801  | 790  | 715  | 687  | 669  | 643  | 620  |

| 1901 | 1906 | 1911 | 1921 | 1926 | 1931 | 1936 | 1946 | 1954 |
| ---- | ---- | ---- | ---- | ---- | ---- | ---- | ---- | ---- |
| 551  | 518  | 503  | 258  | 278  | 310  | 273  | 283  | 285  |

| 1962 | 1968 | 1975 | 1982 | 1990 | 1999 | 2006 | 2007 | 2012 |
| ---- | ---- | ---- | ---- | ---- | ---- | ---- | ---- | ---- |
| 289  | 281  | 243  | 228  | 216  | 209  | 201  | 200  | 199  |

| 2017 | 2022 | - | - | - | - | - | - | - |
| ---- | ---- | - | - | - | - | - | - | - |
| 196  | 179  | - | - | - | - | - | - | - |

#### Pyramide des âges
En 2018, le taux de personnes d'un âge inférieur à 30 ans s'élève à 29,1 %, soit en dessous de la moyenne départementale (36,7 %). À l'inverse, le taux de personnes d'âge supérieur à 60 ans est de 35,2 % la même année, alors qu'il est de 24,9 % au niveau départemental.
En 2018, la commune comptait 96 hommes pour 100 femmes, soit un taux de 51,02 % de femmes, légèrement inférieur au taux départemental (51,50 %).
Les pyramides des âges de la commune et du département s'établissent comme suit.
| Hommes | Classe d’âge | Femmes |
| ------ | ------------ | ------ |
| 0,0    | 90 ou +      | 2,0    |
| 11,5   | 75-89 ans    | 14,0   |
| 21,9   | 60-74 ans    | 21,0   |
| 20,8   | 45-59 ans    | 19,0   |
| 16,7   | 30-44 ans    | 15,0   |
| 16,7   | 15-29 ans    | 12,0   |
| 12,5   | 0-14 ans     | 17,0   |

| Hommes | Classe d’âge | Femmes |
| ------ | ------------ | ------ |
| 0,5    | 90 ou +      | 1,6    |
| 5,6    | 75-89 ans    | 8,9    |
| 16,7   | 60-74 ans    | 18,1   |
| 20,2   | 45-59 ans    | 19,2   |
| 18,9   | 30-44 ans    | 18,1   |
| 18,2   | 15-29 ans    | 16,2   |
| 19,9   | 0-14 ans     | 17,9   |

## Culture locale et patrimoine

### Lieux et monuments
- L'église Saint-Michel, détruite pendant la Première Guerre mondiale et reconstruite en 1925[22].

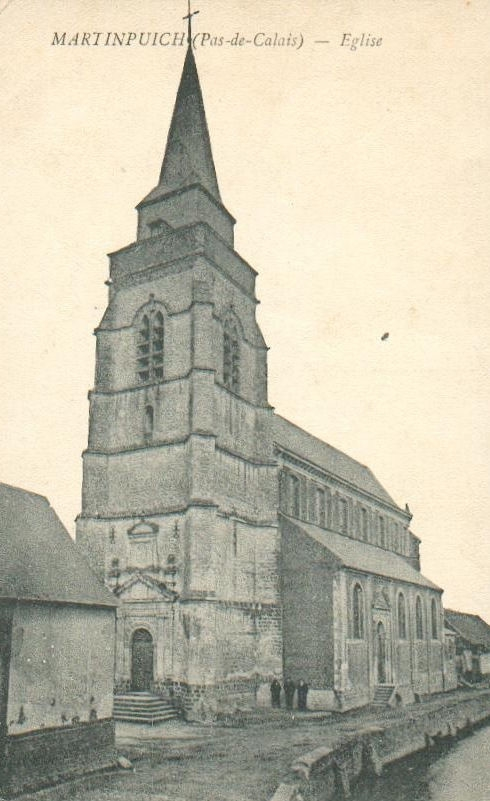
Carte postale de l'église avant la Première Guerre mondiale.
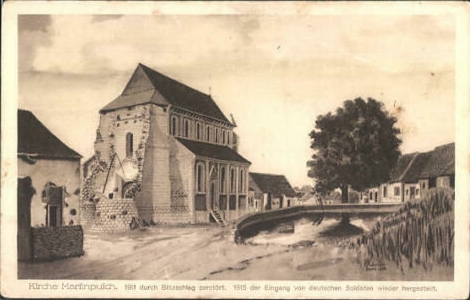
Carte postale allemande de 1915 : le clocher est détruit lors des bombardements de septembre 1914. Le reste du village est intact.
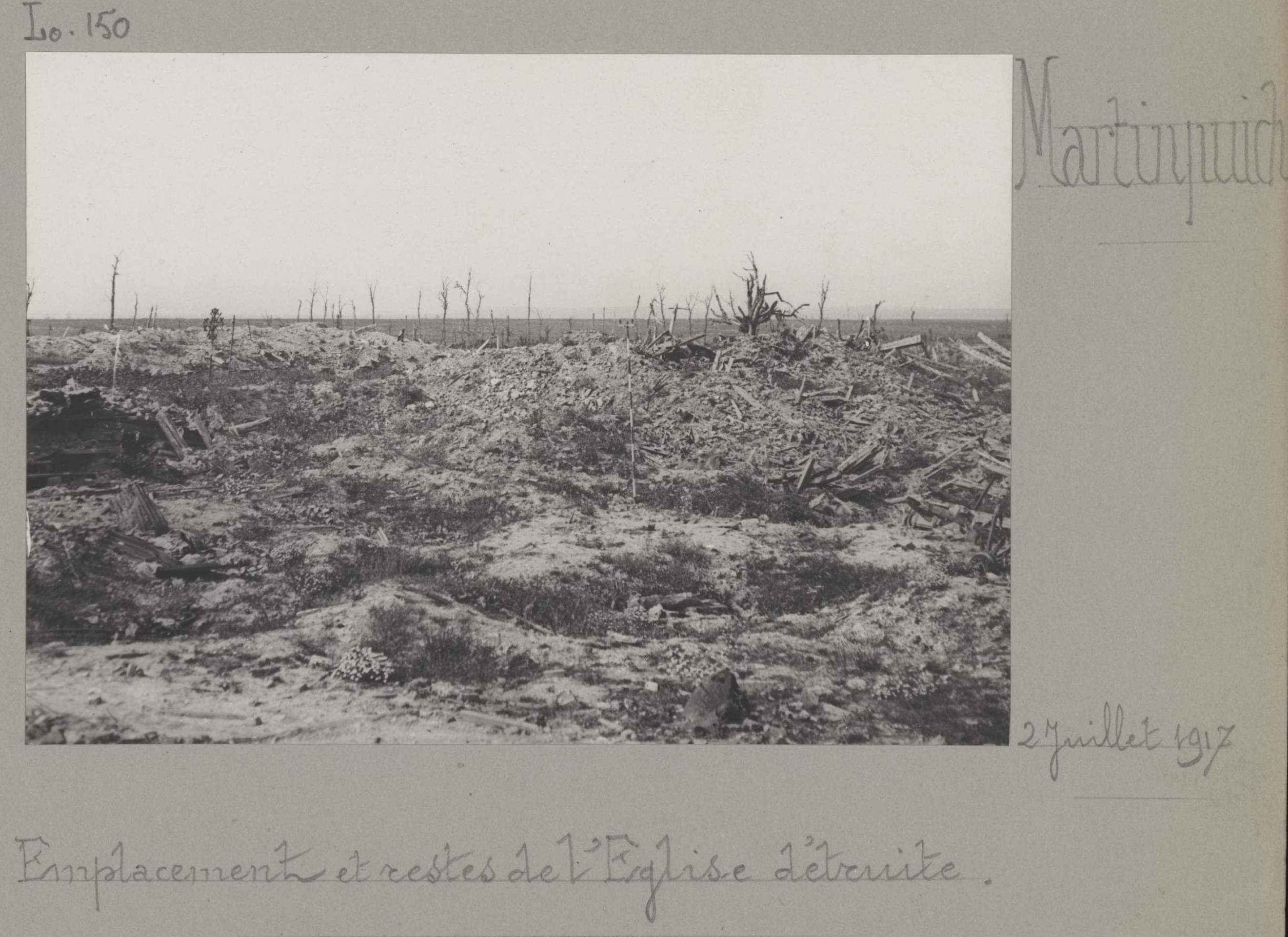
L'emplacement de l'église à l'issue des bombardements de l'été 1916.
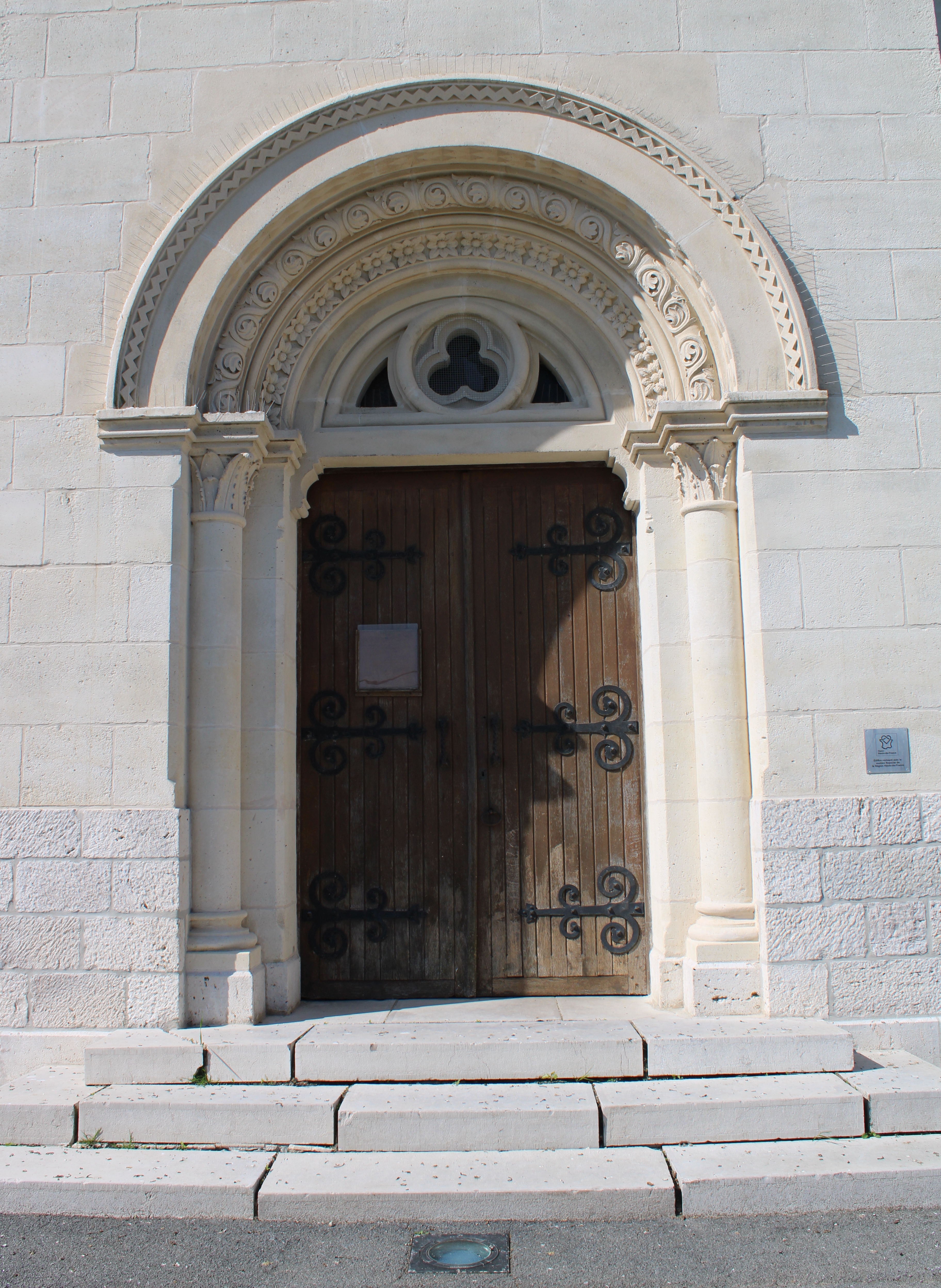
Le portail de l'église.
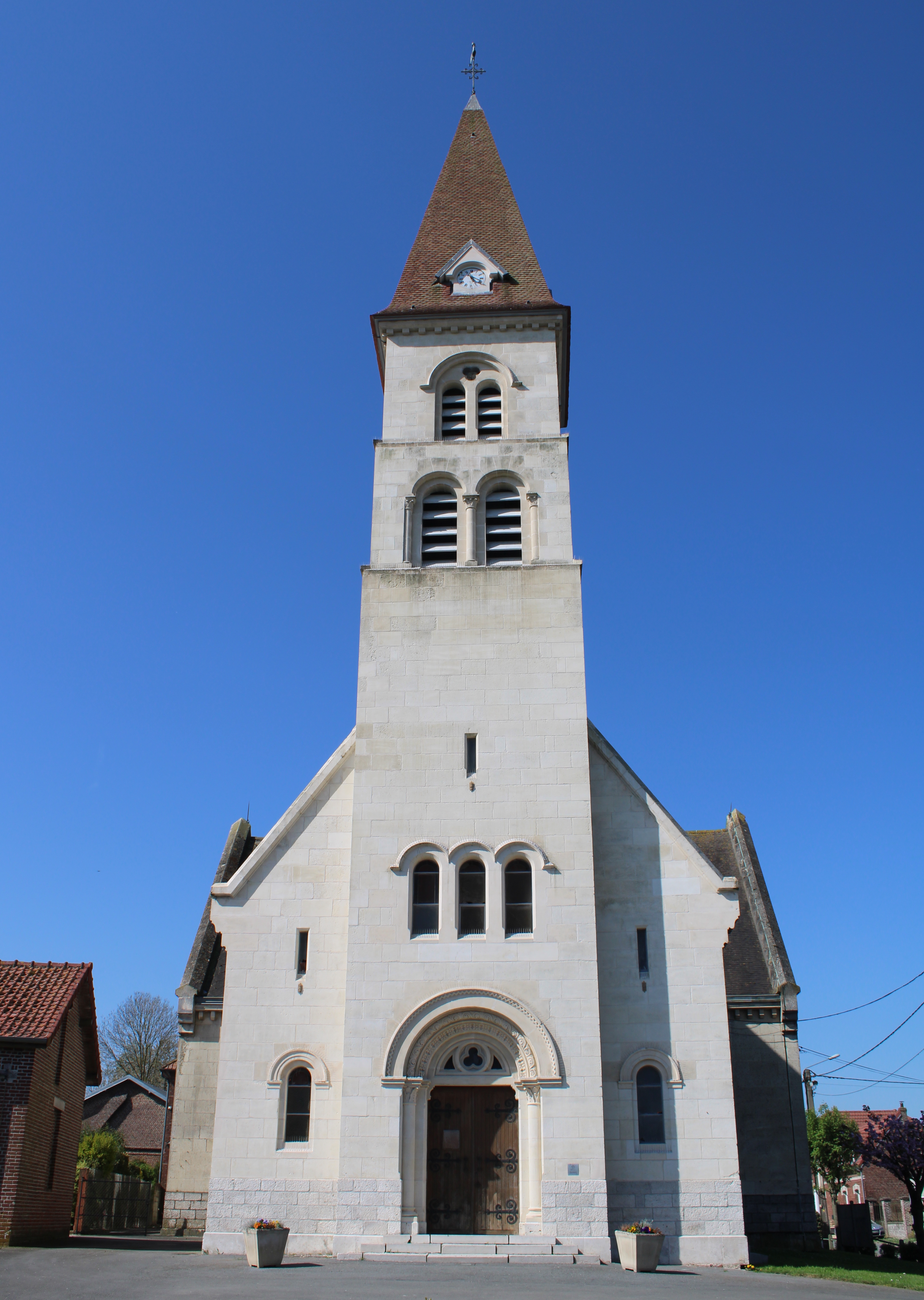
L'église actuelle reconstruite dans les années 1920 et rénovée dans les années 2020.

- La chapelle Notre-Dame-de-Pitié.
- Le cimetière militaire britannique.
- Le monument aux morts[39].
- La plaque commémorative de la croix de guerre 1914-1918 avec palme attribuée à la commune.
- L'école Jean de La Fontaine.

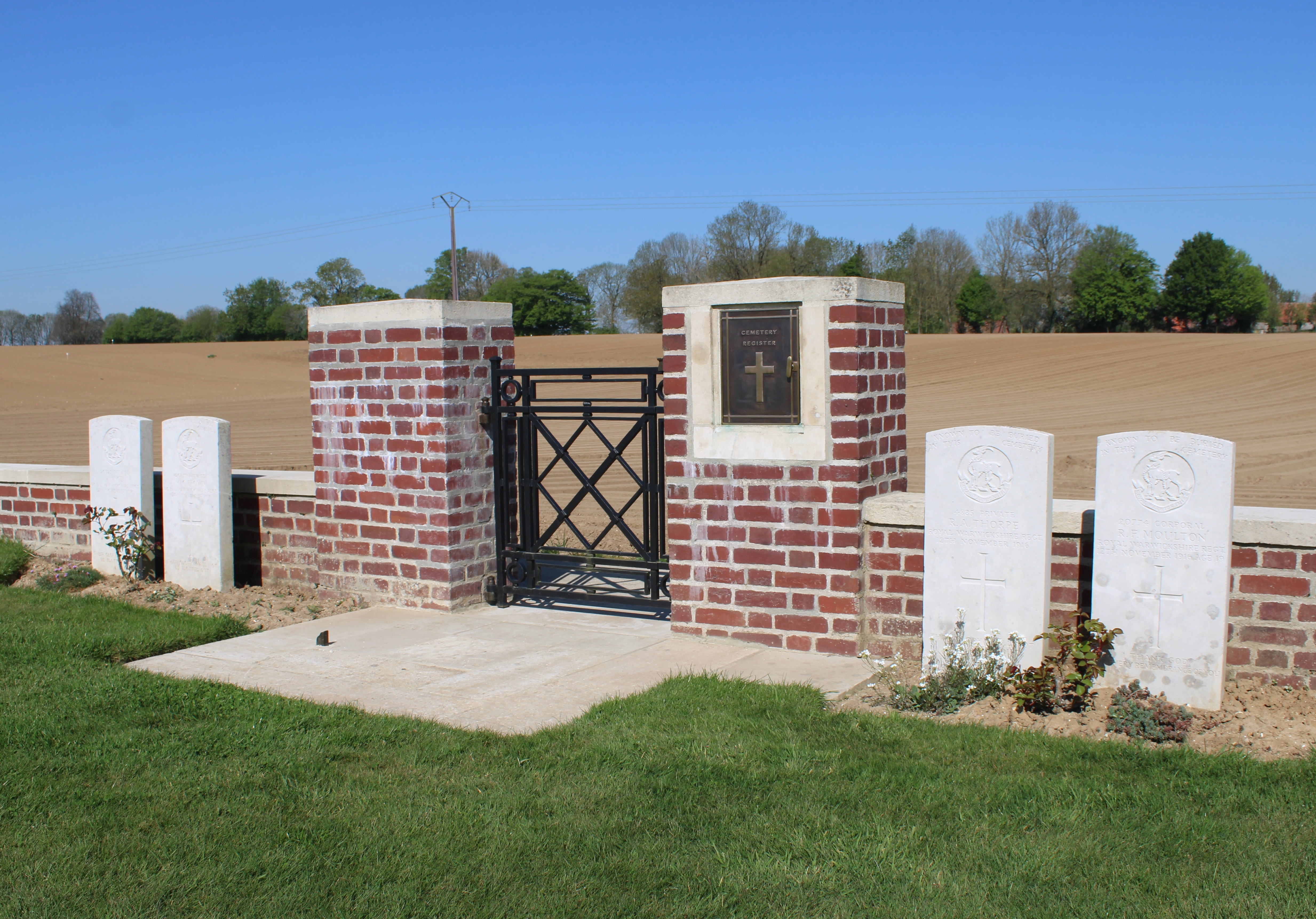
Le cimetière militaire britannique de Martinpuich.
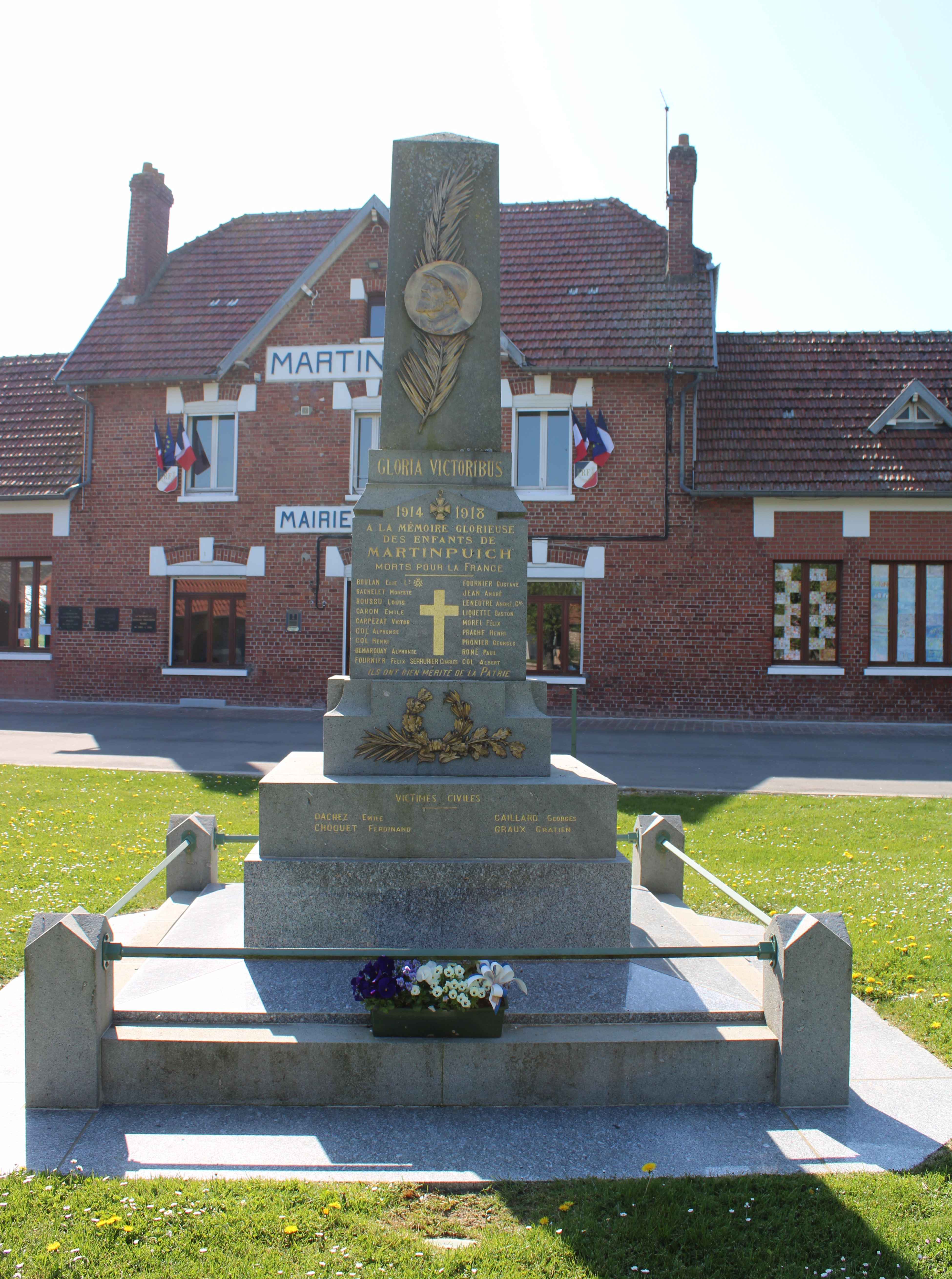
Le monument aux morts.
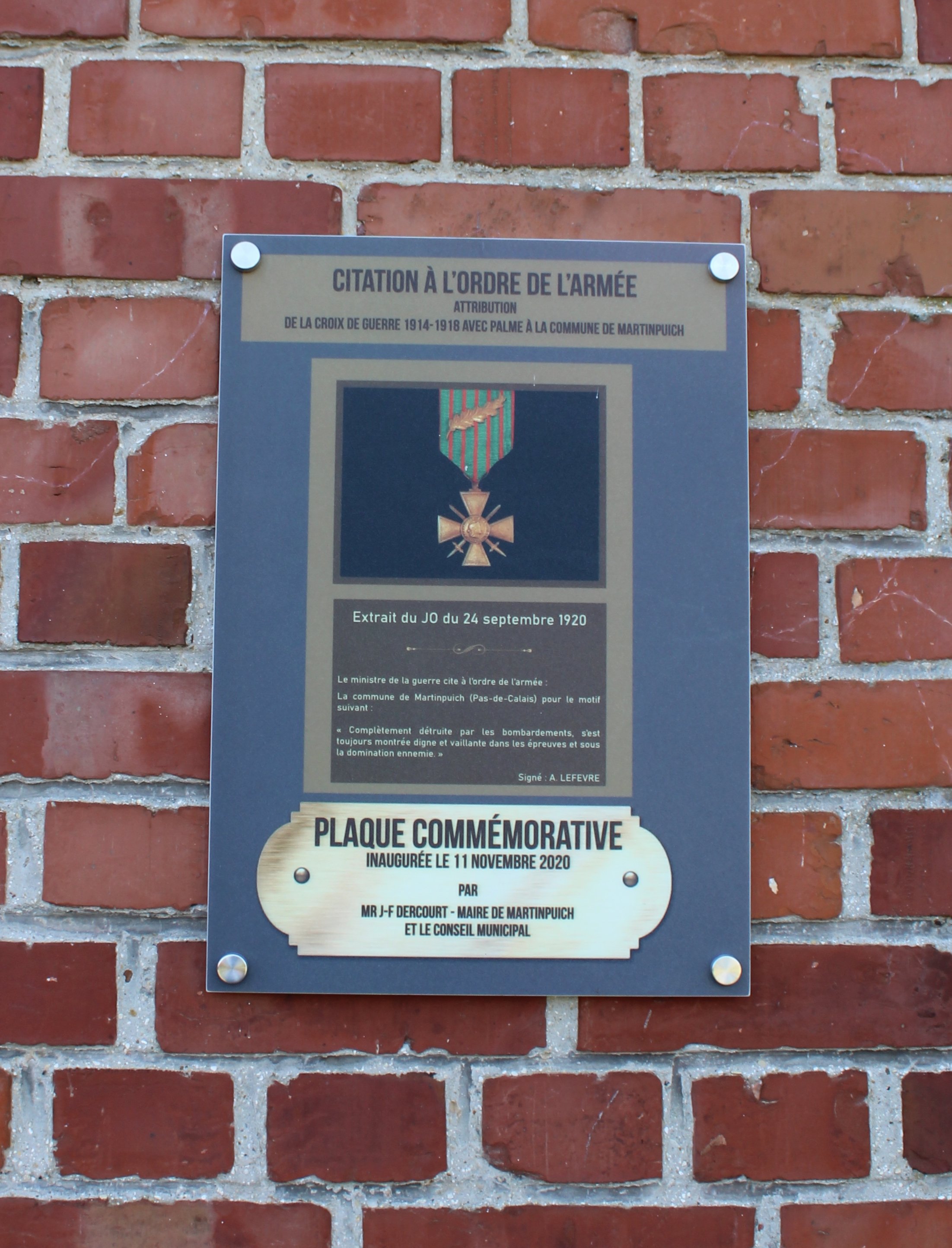
La plaque commémorative de la  croix de guerre 1914-1918.
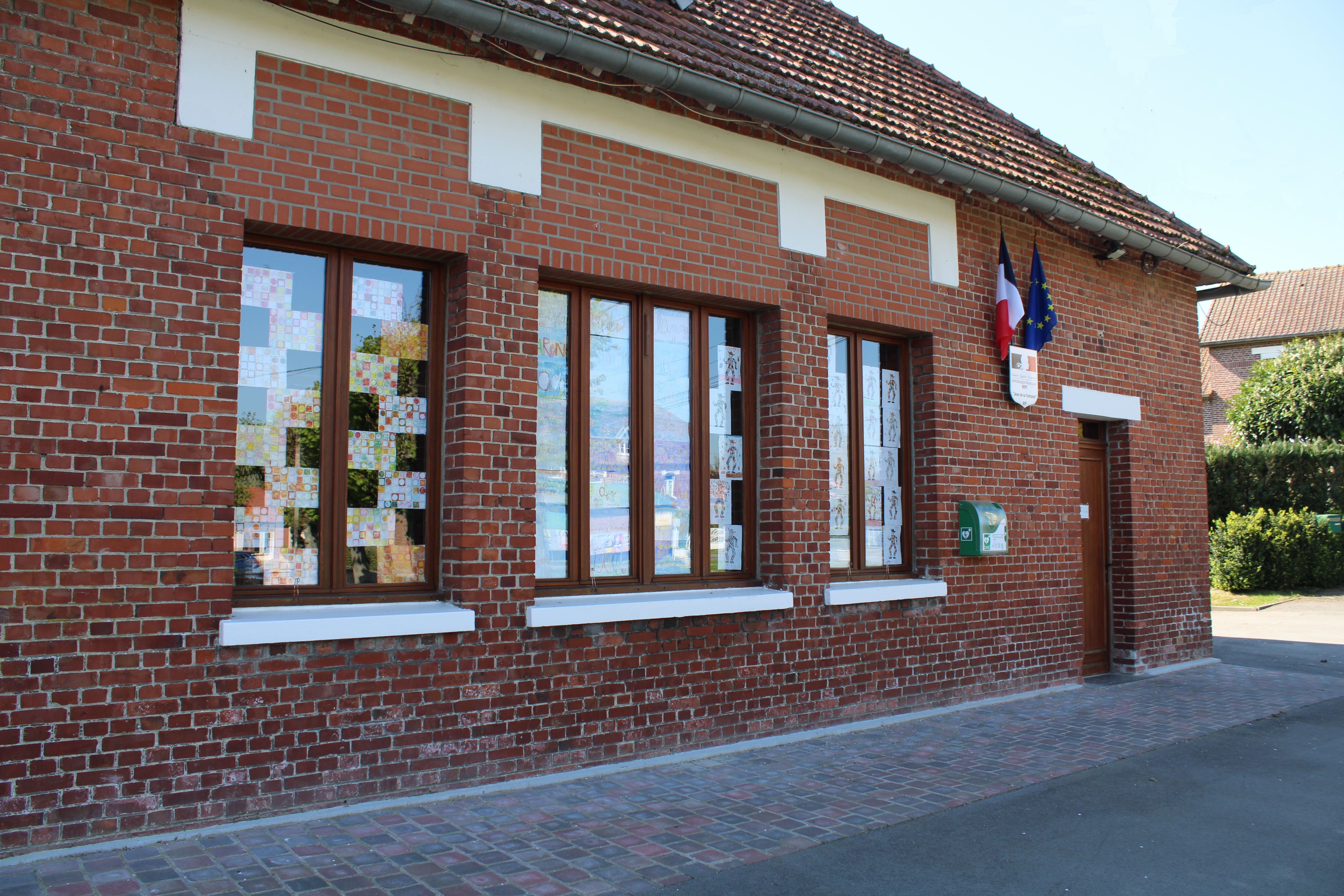
L'école Jean de La Fontaine.

### Héraldique
| Blason de Martinpuich | Blason  | Écartelé : aux 1er et 4e tiercé en fasce au I de gueules au léopard d'or, au II d'or plain, au III d'azur au croissant d'argent, aux 2e et 3e d'azur au portail antique d'argent accosté de deux étoiles d'or. Ornements extérieursCroix de guerre 1914-1918 |
| Blason de Martinpuich | Détails | Le statut officiel du blason reste à déterminer. |

## Pour approfondir

#### Bases de données, dictionnaires et encyclopédies
- Ressources relatives à la géographie :   - Insee (communes)
  - Ldh/EHESS/Cassini
- Ressource relative à plusieurs domaines :   - Annuaire du service public français
- Notices d'autorité :   - BnF (données)